# Ocio relacional
Se entiende por ocio relacional a las actividades ligadas al ocio que se eligen por las oportunidades de conocer a otras personas.

## Definición
El ocio relacional abarca el uso de tiempo libre de una persona para la realización de actividades con personas desconocidas; es por tanto un tipo de ocio cuya finalidad es conocer personas con las que compartir actividades de interés común.
Aunque puedan considerarse actividades previas, podría decirse que el ocio relacional surge con la creación de puntos de encuentro social durante el proceso de sedentarización. Conforme las urbes fueron creciendo en dimensión y alojando a un cada vez mayor número de personas, los habitantes podían recurrir a estos puntos de encuentro durante su tiempo de ocio para encontrarse con sus conocidos y entablar relación con nuevas personas.
La evolución acelerada de las posibilidades de conexión ha permitido trasladar las posibilidades de ocio relacional a prácticamente cualquier contexto. Actualmente existen oportunidades de conexión con otras personas de forma tanto física como virtual.

## Ocio relacional y tecnología
El uso de nuevas tecnologías ha llevado a un importante incremento de las posibilidades de ocio relacional, los desarrollos más recientes permiten encontrar personas con los mismos gustos o interesadas en realizar las mismas actividades.
Estas tecnologías dividen a su vez las posibilidades del ocio relacional en dos grandes grupos, 
Tecnologías que posibilitan el contacto para actividades de ocio sin que ello conlleve el contacto físico entre personas, por ejemplo:
- Participación en juegos de ordenador multijugador.
- Participación en foros, blogs y mensajería instantánea.
- Uso de tecnologías de la información y la comunicación así como compartir archivos con fines de ocio.

Tecnologías que posibilitan el contacto para actividades de ocio que permiten el contacto físico entre personas. Modelo ligado al uso de redes sociales en las que se comparte información sobre los intereses personales, lo que facilita la conexión entre personas afines y la realización de las actividades ligadas a dichos intereses.

## Ritmo de crecimiento
Puede decirse que el ocio relacional ha existido siempre, pero que ha tenido un importante impulso en los últimos años[¿cuándo?] gracias a las posibilidades de la tecnología, con crecimientos sostenidos de dos dígitos[cita requerida] durante la última década[¿cuándo?] en ámbitos como las aplicaciones de contacto entre personas o los videojuegos multijugador en red.